# Autoroute AP-9F (Espagne)
L’AP-9F est une antenne autoroutière payante située dans la communauté autonome de Galice de 36 km.
Elle relie l'AP-9 à l'est de La Corogne à Ferrol au nord de la Galice en longeant la côte Atlantique.

## Tracé
- Elle se détache de l'AP-9 à l'est de La Corogne  à hauteur de Guisamo en direction du nord.
- Elle dessert la ville de Fene où se déconnecte la FE-14 la voie rapide urbaine qui permet de desservir Ferrol et son port par le sud.
- L'AP-9F contourne Ferrol par le nord en desservant les différentes zones de la ville pour se terminer à l'entrée du Port de Ferrol.

## Sorties
De Guisamo à Ferrol
| Sorties | Villes                                                                        |              |
| ------- | ----------------------------------------------------------------------------- | ------------ |
|         | La Corogne Saint-Jacques-de-Compostelle - Pontevedra - Vigo Madrid - Lugo A-6 | AP-9         |
|         | Péage de Guisamo                                                              |              |
| 2F      | Betanzos                                                                      | N-VI         |
| 3F      | Bergondo - Sada                                                               | AC-161       |
| 12F     | Miño                                                                          | AC-154       |
|         | Tunnel de Campolongo                                                          |              |
| 21F     | Cabanas Pontedeume                                                            | N-651 AC-564 |
|         | Tunnel de Pedra de Couto                                                      |              |
|         | Péage de Fene                                                                 |              |
| 2F      | Fene Sud Ferrol Est FE-14                                                     | N-651        |
| 31F     | Narón - Neda                                                                  | AC-115       |
| 34F     | Fruxeiro                                                                      | AC-115       |
| 2F      | Ferrol Nord - Port de Ferrol                                                  | FE-11        |
|         | Ferrol Ouest Villalba A-8                                                     | FE-13 AG-64  |